# Mohntorte
Die Mohntorte ist eine traditionelle Torte auf Basis von Blaumohn, die vor allem zur schlesischen, böhmischen, deutschen und österreichischen Küche gehört, in der polnischen Küche jedoch ebenfalls verbreitet ist.
Es gibt sie in verschiedenen Varianten, wobei sie zumeist aus Biskuitmasse besteht, in die gebrühte und anschließend ausgepresste und gemahlene Mohnsaat hineingemengt wird. Der Tortenboden erhält dadurch eine schwarzgraue Sprenkelung. Nach dem Backen wird der Boden in drei oder mehr Scheiben zerteilt, zwischen welche Cremes oder Füllmassen geschichtet werden, um die Torte dann zu dekorieren.  
Die österreichische, böhmische und deutsche Küche kennt unter anderem auch Schlesische Mohntorte, Prager Mohntorte, Wiener Mohntorte und Waldviertler Mohntorte, die zum Großteil ohne Füllungen hergestellt werden.  
In der polnischen Küche wird eine solche Torte Tort makowy genannt und ist in zahlreichen Varianten vertreten. Einen ungefüllten Rührkuchen mit Mohnbeigabe bezeichnet man als Piegusek. 